# Miramar Invitational 2023
Das Miramar Invitational 2023 war eine Leichtathletik-Veranstaltung die am 8. April 2023 im Ansin Sports Complex in Miramar im US-Bundesstaat Florida stattfand. Sie war Teil der World Athletics Continental Tour zählte zu den Silber-Meetings, der zweithöchsten Kategorie dieser Leichtathletik-Serie.

## Resultate

### Männer

#### 100 m
| Platz | Athlet             | Land | Zeit (s) |
| ----- | ------------------ | ---- | -------- |
| 1     | Oblique Seville    | JAM  | 9,91     |
| 2     | Ackeem Blake       | JAM  | 9,93     |
| 3     | Aaron Brown        | CAN  | 9,97     |
| 4     | Ronnie Baker       | USA  | 9,98     |
| 5     | Cravont Charleston | USA  | 10,02    |
| 6     | Jerome Blake       | CAN  | 10,05    |
| 7     | Eric Harrison Jr.  | TTO  | 10,06    |
| 8     | Cejhae Greene      | ATG  | 10,09    |

Zusammenfassung der besten acht aus zwei Finalläufen. Der Wind war in beiden Läufen nicht regelkonform.

#### 200 m
| Platz | Athlet            | Land | Zeit (s)  |
| ----- | ----------------- | ---- | --------- |
| 1     | Christian Coleman | USA  | 20,00 WL  |
| 2     | Letsile Tebogo    | BOT  | 20,00 =WL |
| 3     | Kenneth Bednarek  | USA  | 20,37     |
| 4     | Brendon Rodney    | CAN  | 20,42     |
| 4     | Joseph Paul Amoah | GHA  | 20,43     |
|       | Akeem Bloomfield  | JAM  | DNF       |

Wind: +1,9 m/s

#### 400 m
| Platz | Athlet               | Land | Zeit (s) |
| ----- | -------------------- | ---- | -------- |
| 1     | Alonzo Russell       | BAH  | 44,93 PB |
| 2     | Leungo Scotch        | BOT  | 45,03 SB |
| 3     | Rikuya Itō           | JPN  | 46,02 SB |
| 4     | Rusheen McDonald     | JAM  | 46,13    |
| 5     | Zibane Ngozi         | BOT  | 46,15 SB |
| 6     | Machel Cedenio       | TTO  | 46,96    |
|       | Matthew Hudson-Smith | GBR  | DNF      |

#### 800 m
| Platz | Athlet         | Land | Zeit (min) |
| ----- | -------------- | ---- | ---------- |
| 1     | Ryan Sánchez   | PUR  | 1:46,59    |
| 2     | Rajay Hamilton | JAM  | 1:47,42    |
| 3     | Kameron Jones  | USA  | 1:47,47    |
| 4     | Stephen Evans  | CAN  | 1:48,44    |
| 5     | Drew Piazza    | USA  | 1:48,60    |
| 6     | Edgar Ramírez  | MEX  | 1:49,63    |
| 7     | TJ Holmes      | USA  | 2:04,24    |

#### 110 m Hürden
| Platz | Athlet           | Land | Zeit (s) |
| ----- | ---------------- | ---- | -------- |
| 1     | Eric Edwards     | USA  | 13,21    |
| 2     | Orlando Bennett  | JAM  | 13,37    |
| 3     | Rafael Pereira   | BRA  | 13,40    |
| 4     | Damion Thomas    | JAM  | 13,42    |
| 5     | Shane Brathwaite | BAR  | 13,59    |

Wind: +2,7 m/s

#### 400 m Hürden
| Platz | Athlet                | Land | Zeit (s) |
| ----- | --------------------- | ---- | -------- |
| 1     | Amere Lattin          | USA  | 50,22    |
| 2     | Gabriele Montefalcone | ITA  | 50,26    |
| 3     | Marvin Williams       | JAM  | 52,74    |
| 4     | Andre Colebrook       | BAH  | 55,58    |

#### Weitsprung
| Platz | Athletin             | Land | Weite (m) |
| ----- | -------------------- | ---- | --------- |
| 1     | William Williams     | USA  | 8,25 w    |
| 2     | Natsuki Yamakawa     | JPN  | 8,00 SB   |
| 3     | Dhanushka Sandaruwan | LKA  | 7,92 =SB  |
| 4     | Shōtarō Shiroyama    | JPN  | 7,77 w    |
| 5     | Tajay Gayle          | JAM  | 7,76 w    |
| 6     | LaQuan Nairn         | BAH  | 7,74      |
| 7     | Andwuelle Wright     | TTO  | 7,55      |

### Frauen

#### 100 m
| Platz | Athletin              | Land | Zeit (s) |
| ----- | --------------------- | ---- | -------- |
| 1     | Sha’Carri Richardson  | USA  | 10,57    |
| 2     | Twanisha Terry        | USA  | 10,83    |
| 3     | Cambrea Sturgis       | USA  | 10,98    |
| 4     | Natasha Morrison      | JAM  | 11,05    |
| 5     | Jada Baylark          | USA  | 11,08    |
| 6     | Destiny Smith-Barnett | USA  | 11,09    |
| 7     | English Gardner       | USA  | 11,10    |
| 8     | Javianne Oliver       | USA  | 11,11    |

Zusammenfassung der besten acht aus zwei Finalläufen. Der Wind war in beiden Läufen nicht regelkonform.

#### 200 m
| Platz | Athlet              | Land | Zeit (s) |
| ----- | ------------------- | ---- | -------- |
| 1     | Abby Steiner        | USA  | 22,23 WL |
| 2     | Tamari Davis        | USA  | 22,31 PB |
| 3     | Kayla White         | USA  | 22,44    |
| 4     | Anthonique Strachan | BAH  | 22,70    |
| 5     | Kyra Jefferson      | USA  | 22,92    |
| 6     | Sada Williams       | BAR  | 23,13    |
| 7     | Kiara Parker        | USA  | 23,18    |

Wind: +1,8 m/s

#### 400 m
| Platz | Athlet           | Land | Zeit (s)  |
| ----- | ---------------- | ---- | --------- |
| 1     | Shamier Little   | USA  | 50,73     |
| 2     | Charokee Young   | JAM  | 51,58     |
| 3     | Shericka Jackson | JAM  | 51,64     |
| 4     | Aliyah Abrams    | GUY  | 51,65     |
| 5     | Janieve Russell  | JAM  | 52,77 =SB |
| 6     | Aiyanna Stiverne | JAM  | 54,01     |

#### 800 m
| Platz | Athlet           | Land | Zeit (min) |
| ----- | ---------------- | ---- | ---------- |
| 1     | Ajeé Wilson      | USA  | 2:02,95    |
| 2     | Shafiqua Maloney | VIN  | 2:04,98    |
| 3     | Kendra Chambers  | USA  | 2:06,29    |
| 4     | Kayla Johnson    | JAM  | 2:07,49    |
| 5     | Aziza Ayoub      | PUR  | 2:08,60    |
|       | Priscila Morales | PUR  | DNF        |

#### 100 m Hürden
| Platz | Athletin            | Land | Zeit (s) |
| ----- | ------------------- | ---- | -------- |
| 1     | Tonea Marshall      | USA  | 12,62    |
| 2     | Amoi Brown          | JAM  | 12,69    |
| 3     | Anna Cockrell       | USA  | 12,73    |
| 4     | Amber Hughes        | USA  | 12,96    |
| 5     | Gabriele Cunningham | USA  | 13,07    |
| 6     | Mulern Jean         | HAI  | 13,22    |
| 7     | Danielle Beattie    | USA  | 13,47    |

Wind: +2,2 m/s

#### Weitsprung
| Platz | Athletin       | Land | Weite (m) |
| ----- | -------------- | ---- | --------- |
| 1     | Ruth Usoro     | NGR  | 6,82 w    |
| 2     | Taliyah Brooks | USA  | 6,65 w    |
| 3     | Chanice Porter | JAM  | 6,59 w    |
| 4     | Akela Jones    | BAR  | 6,41 w    |
| 5     | Alysbeth Félix | PUR  | 6,30 w    |
| 6     | Adja Sackor    | USA  | 6,15 w    |

#### Kugelstoßen
| Platz | Athletin            | Land | Weite (m) |
| ----- | ------------------- | ---- | --------- |
| 1     | Danniel Thomas-Dodd | JAM  | 18,48     |
| 2     | Adelaide Aquilla    | USA  | 18,26     |
| 3     | Divine Oladipo      | GBR  | 16,49 SB  |
| 4     | Lloydricia Cameron  | JAM  | 16,31     |